# Rob Bell
Robert Bernard Bell III (né le 23 avril 1967) est un homme politique américain. Il est membre républicain de la Chambre des délégués de Virginie depuis 2002. En 2013, Bell se présente sans succès pour la nomination républicaine d'Attorney General of Virginia (en). 

## Jeunesse
Bell est né à Palo Alto, Californie le 23 avril 1967,,,. 

## Designer de jeu
Bell a travaillé comme bénévole et stagiaire à temps partiel pour Iron Crown Enterprises (ICE) tout en suivant des cours à l'Université de Virginie. Il commence à travailler pour ICE à plein temps en tant qu'éditeur en 1988. La quatrième édition du jeu de rôle Champions (1989) est en grande partie l'œuvre de Bell. Outre l'écriture du livre, il a également coordonné un effort de bénévolat avec des dizaines de groupes de jeux pour donner leur avis et leurs commentaires sur le Hero System.  Bell quitte ICE en 1990 puis entre en politique. 

## Chambre des délégués de Virginie

### Élection
Bell est élu à la Chambre des délégués de Virginie en novembre 2001, représentant le 58e district du Piémont de Virginie, y compris le comté de Greene et certaines parties des comtés d'Albemarle, de Fluvanna et de Rockingham. Le siège de Bell est celui qu'a jadis occupé Thomas Jefferson. 

### Avortement
En 2012, Bell vote en faveur d'un projet de loi obligeant toutes les femmes à subir une échographie transvaginale avant de se faire avorter, sauf en cas de viol et d'inceste, où des rapports de police doivent être présentés,. Alors que des centaines de personnes participent à une manifestation silencieuse devant la capitale de l'État de Virginie, Bell, en tant que parrain du projet de loi, reporte le vote sur le projet de loi, qui est adopté le lendemain. Le 1er mars 2012, Bell vote en faveur d'une version modifiée du projet de loi obligeant les femmes à subir une échographie transabdominale avant un avortement si le consentement écrit pour une échographie transvaginale n'est pas obtenue, et aucune échographie si le médecin la juge impossible pour déterminer l'âge du fœtus par les moyens prescrits. 

### Demandes de citoyenneté
Au cours de la session législative de 2012, Bell est le principal parrain d'un projet de loi obligeant la police à enquêter sur la citoyenneté de toute personne arrêtée, indépendamment des accusations criminelles. Le projet de loi a été largement critiqué par les organisations de défense des droits civiques et n'a pas été adopté. 

### Éducation
En 2012 et 2013, Bell parraine le «Tebow Bill», du nom de Tim Tebow, qui permettrait aux élèves scolarisés à la maison répondant aux normes académiques de participer aux équipes sportives des écoles publiques et à d'autres activités parascolaire,. 

### Sécurité publique
À partir de 2013, Bell a été président de la Virginia State Crime Commission.  
En 2006, Bell propose une loi visant à interdire l'accès des délinquants sexuels aux écoles, à la suite de l'indignation du public envers un délinquant sexuel condamné servant comme père Noël dans une école primaire. En 2012, il a proposé un projet de loi étendant cette interdiction aux autobus scolaires et aux événements affiliés à l'école.

## Campagnes de procureur général
Le 6 décembre 2011, Bell annonce qu'il était candidat à l'investiture républicaine de 2013 au poste de procureur général de Virginie.  Le sénateur d'État Mark Obenshain remporte la campagne devant  Bell par une marge de 55% à 45% le 18 mai 2013. 
Le 3 décembre 2015, Bell annonce qu'il se présente à nouveau à l'investiture républicaine au poste de procureur général lors de l'élection de 2017. Cependant, le 21 novembre 2016, Bell annonce brusquement qu'il met fin à sa campagne pour raisons personnelles.  